# تام برنان (بازیکن فوتبال)
تام برنان (انگلیسی: Tom Brennan؛ زادهٔ) بازیکن فوتبال است.
از باشگاه‌هایی که در آن بازی کرده‌است می‌توان به باشگاه فوتبال استافورد رانجرز و باشگاه فوتبال استوک‌پورت کانتی اشاره کرد.